# Friedrich Wilhelm Schelling

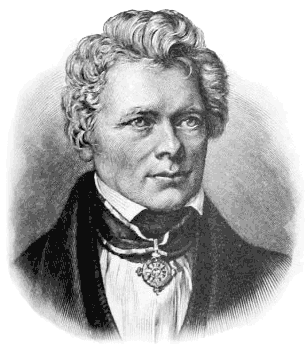
Friedrich Wilhelm Schelling

Friedrich Wilhelm Joseph Schelling (n. 27 ianuarie 1775, Leonberg/Württemberg - d. 20 august 1854, Bad Ragaz/Elveția) a fost un filozof german, în prima perioadă a activității sale unul din reprezentanții de seamă ai idealismului german, mai târziu tot mai mult influențat de romantismul în plină dezvoltare. Pentru sistemul său de gândire a elaborat conceptul de filozofie a identității.

## Date biografice
Schelling provenea dintr-o familie cu puternice rădăcini protestante, ambii săi părinți erau fii de pastori. Dovedind o deosebită înclinare către gândirea contemplativă, începe să studieze teologia și filozofia la "Tübinger Stift" deja la vârsta de 15 ani, având colegi pe Georg Wilhelm Friedrich Hegel și Friedrich Hölderlin. În această perioadă este influențat de ideile iluminismului și de transformările sociale apărute sub efectele Revoluției Franceze, precum și de scrierile lui Jean-Jacques Rousseau. În 1795, după examenul de absolvire a studiului, Schelling este angajat ca profesor particular de baroneasa von Riedesel, pe care o însoțește la Universitatea din Jena, unde studiază și el științele naturale și mai ales matematica. La recomandările lui Johann Wolfgang von Goethe, Friedrich von Schiller și Johann Gottlieb Fichte, obține în 1798 funcția de profesor la Universitatea din Jena, apoi predă succesiv la universitățile din Würzburg (1803-1805), München (1806-1820 și 1827-1841) și Erlangen (1820-1827). În 1841 este chemat ca profesor la Universitatea din Berlin de către regele Friedrich Wilhelm IV. Printre auditorii săi se numără Soeren Kierkegaard, Michail Bakunin și Friedrich Engels. Prelegerile lui, caracterizate prin trăsături metafizico-teosofice și mistico-speculative - sub influența lui Jakob Böhme și Franz von Baader - nu se bucură de o apreciere deosebită. Decepționat, Schelling se retrage în 1846 din activitatea academică. Încetează din viață la 20 august 1854 în Bad Ragaz (Elveția), unde își petrecuse ultimii ani din viață.

## Opera filozofică
Gândirea filozofică a lui Scheling a cunoscut un îndelungat proces de dezvoltare. Pornind de la operele lui Immanuel Kant și Johann Gottlieb Fichte precum și de la filozofia lui Baruch Spinoza, în primele sale opere este caracteristică punerea pe același plan a obiectului și subiectului. Acest punct de vedere stă la baza concepției sale asupra filozofiei identității, concepție impregnată de panteism, în care Dumnezeu se confundă cu forțele și legile universului. În perioada următoare a creației sale filozofice, Schelling se distanțează de panteism și elaborează un sistem pe care îl denumește filozofie pozitivă. Prin aceasta definește existența omului ca o formă de prezență a conștiinței de sine în absolut, esența umană dimpotrivă ca activitate creativă liberă.

### Opere
- Erster Entwurf eines Systems der Naturphilosophie ("Prima schiță pentru un sistem al filozofiei naturii", 1799)
- System des transcendentalen Idealismus ("Sistemul idealismului transcendental", 1800)
- Bruno, oder über die göttlichen und natürlichen Prinzipien der Dinge ("Bruno, sau dialog asupra principiilor divine și naturale ale lucrurilor", 1802)
- Philosophie der Kunst ("Filozofia artei" - prelegeri - 1802-1803)
- Vorlesungen über die Methode des akademischen Studiums ("Prelegeri asupra metodologiei studiului academic", 1803)
- Darlegung des wahren Verhältnisses der Naturphilosophie zu der verbesserten Fichte'schen Welt ("Explicarea adevăratei relații a filozofiei naturii cu lumea perfecționată a lui Fichte", 1806)
- Untersuchungen über das Wesen der menschlichen Freiheit ("Cercetări asupra esenței libertății omului", 1809)
- Philosophie der Mythologie ("Filozofia mitologiei", 1842)
- Philosophie der Offenbarung ("Filozofia revelației", 1854)

## Citat
"Începutul și sfârșitul oricărei filozofii este - Libertatea" (F.W. Schelling, 1795)